# Rebecca Schaeffer
Rebecca Lucile Schaeffer (Eugene, 6 november 1967 – Los Angeles, 18 juli 1989) was een Amerikaans actrice.
Schaeffer begon haar carrière als tienermodel. In 1985 kreeg ze een rol in de soapserie One Life to Live. Vervolgens was ze van 1986 tot en met 1988 naast Pam Dawber in de televisieserie My Sister Sam te zien. Schaeffer had tevens rollen in onder andere Radio Days (1987) en Scenes from the Class Struggle in Beverly Hills (1989).
Schaeffer, 21 jaar, werd op 18 juli 1989 vermoord met een pistool door de 19-jarige Robert John Bardo. Hiervoor stalkte hij Schaeffer al meer dan drie jaar. Ze had op dat moment een relatie met regisseur Brad Silberling. Op de ochtend van haar dood zou zij auditie doen voor de rol van Mary Corleone in The Godfather Part III.